# Pseudotyphistes cambara
Pseudotyphistes cambara är en spindelart som först beskrevs av Ott och Arno Antonio Lise 1997.  Pseudotyphistes cambara ingår i släktet Pseudotyphistes och familjen täckvävarspindlar. Inga underarter finns listade i Catalogue of Life.